# 畸胎瘤
畸胎瘤（英語：teratoma）源自于多能性原始生殖细胞或胚胎干细胞向胚层组织分化所形成的瘤；其成分包含已分化胚层组织和未分化细胞，两者杂乱聚集或结构错乱排列的真性肿瘤或畸形胎块。
大多数畸胎瘤含有二至三个胚层组织成分，偶见仅含一个胚层组织成分；肿瘤组织多数成熟，少数未成熟，且多数为囊性，少数为实性。畸胎瘤发生部位与胚胎期体腔的中线前轴或中线旁区紧密相连，好发于卵巢、睾丸、骶尾部、纵隔、腹膜后，偶见于颅内、颈部及消化道等处。早期畸胎瘤多无明显临床症状。
畸胎瘤的肿瘤组织多数成熟，少数未成熟；多数为囊性，少数为实质性。畸胎瘤的良、恶性及恶性程度取决于组织分化程度，而不取决于肿瘤质地。良性畸胎瘤裡含有多种成分，例如皮肤、毛发、牙齿、骨骼、油脂、神经组织等；恶性畸胎瘤分化欠佳，没有或少有成形的组织，结构不清。
卵巢畸胎瘤是一种常见的畸胎瘤，其发病率占全部卵巢原发性肿瘤的15%，为实心或囊心、被膜包覆的腫瘤。在腫瘤中可以看到许多类似正常的器官组织，比如毛发、软骨与腺体等；尽管这些特殊组织看似正常，但经常与周围组织无关（比如在软骨的周围形成角质）。在过往医学报告中，毛发、牙齿、硬骨甚至是高度分化的器官如眼、手、脚、肢体等，都曾在畸胎瘤中发现，但形成完整器官的比率不高。

## 病理学

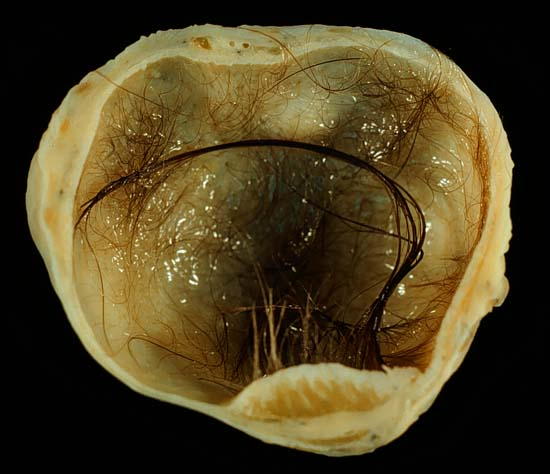
一個位於卵巢的小型皮樣畸胎瘤，大约4厘米

畸胎瘤是先天性的（congenital），在出生時就存在，但不一定立刻被發現，通常必須由病理科醫師，利用組織學的方法診斷。
畸胎瘤屬於非精母細胞性生殖細胞腫瘤（nonseminomatous germ cell tumor），在這個分類下的腫瘤，是由異常增殖的多功能生殖幹細胞及胚胎幹細胞發展而來。源於胚胎細胞的畸胎瘤皆是天生的，發生的位置因人而異；而來自生殖細胞的畸胎瘤，在男性發生於睪丸，在女性發生於卵巢，其來源仍不明。
胚胎細胞源的畸胎瘤在以往的報告中，曾出現於腦、顱、鼻、頸、舌及舌下；縱隔、腹膜後及尾椎，但畸胎瘤卻很少出現在實質器官（肝、心等）及管道器官（消化道、膀胱）。在某些病例中，畸胎瘤中會形成充滿液體的囊（Cyst），而在囊中，有時候會形成類似胎兒的結構。目前畸胎瘤的發生機制存在著許多假說，比如认为畸胎瘤是雙胞胎其中之一寄生於另一胎兒中。
畸胎瘤主要分成两种类型，即「成熟型畸胎瘤」（mature teratoma）与「未成熟畸胎瘤」（immature teratoma）。其中成熟型畸胎瘤占95%至98%；而未成熟畸胎瘤只有2%至5%。成熟畸胎瘤通常在女性身上发现，未成熟畸胎瘤却经常发现于男性。
畸胎瘤最常见的是类型是皮样囊肿（dermoid cyst），見於成熟畸胎瘤，囊面長滿毛髮，這種畸胎瘤切面就像顱骨一樣，最常發生於卵巢。而胚樣畸胎瘤（fetiform teratoma），是一種稀有的成熟畸胎瘤，顧名思義，其構造有如一發育不全的胚胎；這種畸胎瘤裡面常可以發現具有完整的器官系統，甚至有軀幹及肢體，若這個畸胎瘤具有脊髓及具有對稱性（雙側對稱）則稱為胎中胎（英語：fetus-in-fetu）或寄生胎，歸類為一個獨立的型態。它多發生在腹膜後，有許多說法都認為此種畸胎瘤可以說是一種雙胞胎了，值得一提的是，在這種畸胎瘤的囊中，都有懸浮的、完整的器官系統，甚至肢體的雛型，及跳動的心臟。即使發育十分成熟，但仍要與子宮外孕區別。此外，一种卵巢甲狀腺腫（struma ovarii）是一类很少見的畸胎瘤，可以見到幾乎長成的甲狀腺組織。

## 診斷

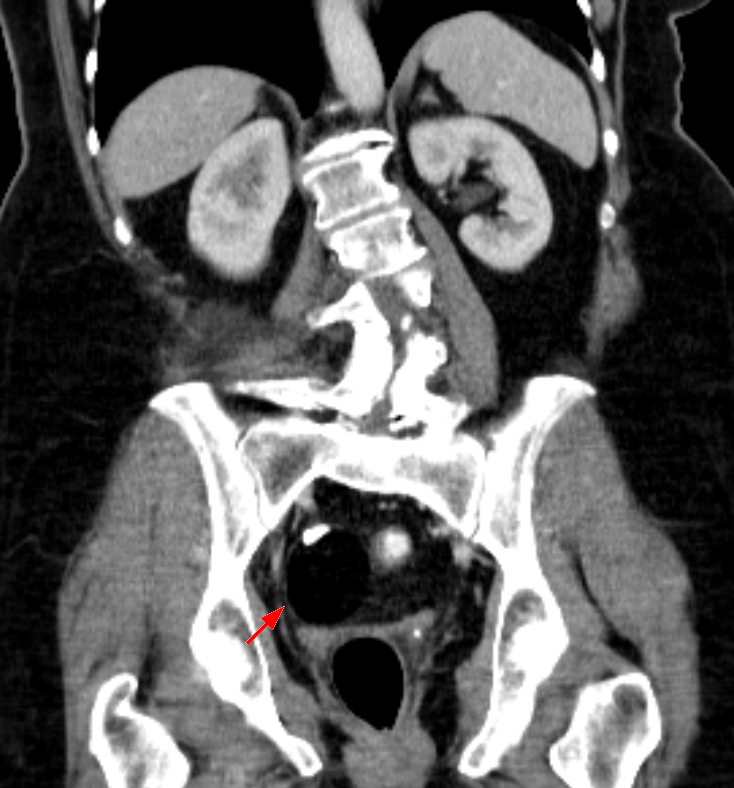
CT成像下的畸胎瘤呈密实部分，可能包含牙齿组织

雖然畸胎瘤發生於出生前，但許多病例一直到童年甚至成年才被診斷，除非一開始腫瘤就十分巨大，否則很可能遭到遺漏。畸胎瘤如果是成熟的，往往生长很慢，所以大多数均在扭转、腹胀及疼痛时方被发现。在X光摄片上可见高度钙化的牙齿及骨骼影像，在超声图上常可见面团征、壁立乳头征及液体分层等图像，若有牙齿及骨骼则可见钙化光团伴后方声影，超声波则能较准确地诊断畸胎瘤存在，也可利用磁振造影。有些畸胎瘤具有卵黃囊的構造，因此分泌阿法胎蛋白（alpha-fetoprotein），有助於此疾病的診斷。
出生之後，畸胎瘤的發生位置會帶來不同的症狀，例如長在卵巢會造成腹部骨盆腔附近疼痛，肇於卵巢韌帶的扭曲。最近發現畸胎瘤造成的腦炎起因於身體對畸胎瘤細胞的受器產生抗體，這種受器在腦部也有，因而造成卵巢畸胎瘤腦炎（ovarian teratoma encephalitis），這算是畸胎瘤症候群中十分嚴重的疾病，其他區域的畸胎瘤造成的症狀主要由其壓迫導致，如呼吸困難、疼痛等。有時候巨大的畸胎瘤會造成胎兒傷害甚至死亡，在巨大薦椎處畸胎瘤的病例中，致死的因素是循環障礙，乃血液大量流向腫瘤所致，這種現象被稱為偷盜症候群（steal syndrome）。

## 分类

### 成熟畸胎瘤

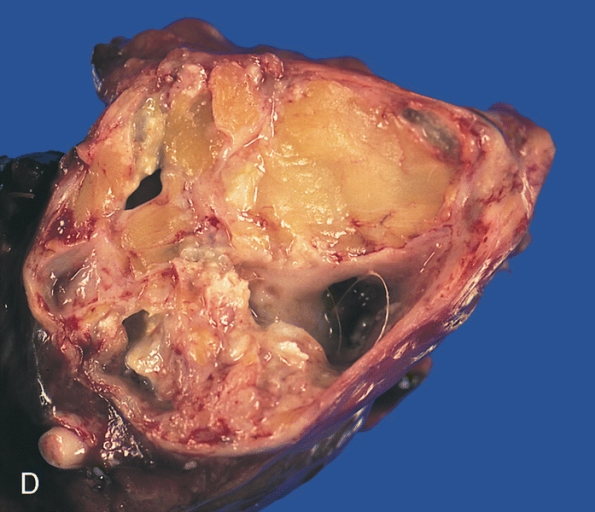
位於縱隔的畸胎瘤。腫瘤的切面可發現纖維化的脂肪組織、鈣化現象及一些由薄膜型成的囊，有毛髮生於其中。在圖下方，可以發現支氣管。

成熟畸胎瘤在組織學上的特徵明顯，肉眼型態下可分為實質型、囊型或混合型，在其中可以找到許多種組織，皮膚通常會圍繞著囊壁，並且長出茂密的毛髮。
不論腫瘤的位置核在，畸胎瘤皆可由腫瘤分級系統（cancer staging）加以歸類，這個歸類方式，有助於腫瘤治療方式的評估，可分為四級，分別為0、1、2、3級。畸胎瘤亦可藉由其內容物加以分級，實質的、或者在囊中只含有液體或腦脊髓液、脂質的畸胎瘤基本上歸類為0級。
然而0、1、2級的畸胎瘤具有發展成惡性（3級）的可能，惡性的畸胎瘤可能發生轉移，這些具有轉移性的惡性畸胎瘤，多具有體細胞的組成，也就是說可能轉移成上皮癌、肉瘤、白血病。具有惡性生殖細胞畸胎瘤，其惡性涉及多種生殖細胞。舉例來說，源於絨毛膜瘤（choriocarcinoma）的這些細胞常造成嬰兒與兒童的內胚竇瘤（endodermal sinus tumor）。然而不具惡性的畸胎瘤也有高傷害性，因其不斷增大，最終會造成畸胎瘤增長综合征（growing teratoma syndrome）。
畸胎瘤具有轉移的風險，有報告指出，0級良性的畸胎瘤可能導致內胚竇瘤的發生。有時候外科切除的畸胎瘤內，會發現鱗狀上皮癌（即皮膚癌）的病灶。1級的畸胎瘤發展成惡性的可能更大，所以往往需要處理，這種畸胎瘤的轉移不易診斷，常被誤認為其它的小圓細胞腫瘤，如淋巴瘤。
轉移性的畸胎瘤十分稀有，理論上畸胎瘤具有各種細胞，有能力轉移為任何一種癌症，但實際由畸胎瘤演變而來的十分稀少。有一種稀有的癌症髓外室管膜瘤（extraspinal ependymoma）可能由畸胎瘤轉移而來。

### 未成熟畸胎瘤
未成熟畸胎瘤多为一侧发生，偶见两侧（5%），体积常较大，最大可达280mm。呈圆形或卵圆形，结节状，表面光滑，包膜可完整，切面为实体或囊实体，很少以囊性为主。实体区為灰白色、灰黄色，囊性区内含粘稠液体，有时也含有毛发、脂肪或骨组织。
肿瘤组织由内、中、外三个胚层分化的未成熟组织构成，大多数为2-3个胚层，但至少具有1个胚层分化未成熟或分化不完全。瘤组织中含有未成熟的胚胎性成分与成熟组织的比例各不相同，未成熟成分大多为外胚层神经组织。畸胎瘤的未成熟性提示肿瘤具有复发和转移的潜力，这种潜能与所含神经上皮的数量和未成熟程度直接相关。卵巢未成熟畸胎瘤多发生于年轻患者，其转移方法多沿腹膜退散及附件区和附近盆腔组织、腹膜、大网膜、肝表面、横隔及肠系膜等，淋巴结转移也不少见。
未成熟畸胎瘤症状无特异性，约80%患者可触及腹部或盆腔肿块，常伴盆腹部疼痛或局部压痛。大多数患者月经及生育功能正常。卵巢未成熟畸胎瘤的复发率很高，复发部位大多数都在盆腔及腹腔内，有不少同时伴有肝部位复发。卵巢复发性未成熟畸胎瘤具有自未成熟向成熟转化的特点，即原发肿瘤为未成熟畸胎瘤，其复发瘤恶性程度有逐渐减轻倾向，最后转为组织学完全良性的成熟畸胎瘤。

## 治疗

### 手术
手术切除（complete resection）是治疗畸胎瘤的最佳方案。畸胎瘤通常有膜包覆，且大多沒有侵犯鄰近組織，所以十分容易切除。除非肿瘤过大、位置危險（生长在脑部）或者与临近组织交杂在一起的情況，手术会遇到一定困难。根据畸胎瘤的大小、位置和状况，常见的手术方式包括腹腔镜手术和剖腹手术。
成熟性畸胎瘤经手术切除患侧卵巢即可治愈。由于双侧性畸胎瘤发生率大致12%，手术需检查对侧卵巢，以排除微小肿瘤，并对此进行诊断手术。对年龄较轻的患者多避免切除卵巢而致内分泌失調，可考虑進行肿瘤剥除术。在卵巢薄膜较薄处梭形切开卵巢被膜，勿切过深以免切破瘤体，将畸胎瘤的包膜暴露，沿其四周钝性剥离，将整个瘤体剥除，再缝合卵巢组织。
对于未成熟畸胎瘤患者，绝大多数为单侧性，对未成熟畸胎瘤早期患者进行侧附件切除，以保留生育功能。因对侧卵巢有发生畸胎瘤的可能，手术中应仔细视诊和触诊对侧卵巢，如果明显的肿瘤存在，可先手术剔除病检，若是成熟畸胎瘤者则不必切除该侧卵巢，如果为未成熟者，则可同时切除该侧附件。如对侧卵巢外观正常，不必常规将对侧卵巢剖开探查或切除活检。如果为中晚期患者，需要进行肿瘤细胞减灭术，争取将肿瘤切净，为手术后化疗创造条件。

### 化学疗法
对于恶性畸胎瘤（未成熟畸胎瘤）扩散，或者因发现及治疗较晚，需要配合外科手术进行化学疗法，通常先化疗后再施行外科疗法。联合化疗是卵巢未成熟畸胎瘤必不可少的治疗方法，其效果非常好，只有极个别病例死亡。此治疗方案与卵巢内胚窦瘤及无性细胞瘤的化疗基本相同。

### 观察不做处理
对于较小的、没有威胁性的成熟畸胎瘤（通常在50mm以内），医师通常会建议观察而不急于做手术处理，女性患者可以在刚分娩（剖腹产）后直接进行畸胎瘤切除手术。

## 其他
畸胎瘤對胎兒來說並非嚴重的疾病，除非體積太大影響血流，這種情況可能造成心臟衰竭，必須利用心電圖監控胎兒狀況。外科切除後，有在原處或鄰近區復發的可能。
胚胎源畸胎瘤最常發生在薦椎處，在人類這是出生時最常被發現的腫瘤。50%的畸胎瘤長在中軸骨周邊，長在附肢的皮樣囊腫不是畸胎瘤，而是過誤腫（Harmatoma）。

## 外部連接
- humpath pathology images #2657 （页面存档备份，存于） (Teratomas), #4541 （页面存档备份，存于） (Mature teratoma), #5350 （页面存档备份，存于） (Immature teratoma)
- cystic teratoma 於 eMedicine (also search EMedicine for all articles containing the word teratoma)